# アニュテー
テゲアーのアニュテー（古代ギリシア語: Ἀνύτη Τεγεᾶτις、Anýtē Tegeâtis、最盛期：紀元前3世紀初）は、古代ギリシアのアルカディア地方の女流詩人である。アニュテーは、『ギリシア詞華集』（『パラティン詞華集』）において、テッサロニケのアンティパトロスが、卓越した詩才を持つ「九柱の詩女神（ムーサ）」の一人として名を挙げている女性である。テッサロニケのアンティパトロスは、アニュテーの詩作品があまりにも素晴らしいものであったが故に、彼女を「女性のホメロスなるアニュテ」と詠じた。彼女は田園生活をたたえる牧歌的詩編を最初に書いたヘレニズム期詩人の一人である。アニュテーは繊細なエレジー風4行連詩の構成において、サッポーの詩風の継承者であった。彼女は古代にあって「抒情詩人アニュテー」の名で呼ばれた。しかしその名にも拘わらず、彼女の抒情詩は今日一篇も現存していない。更に、パウサニアースは彼女の叙事詩について言及しているが、叙事詩の方も残っていない。アニュテとも表記される。

## 生涯
アニュテーはアルカディアのテゲアー出身であるが、この地域はペロポネソス半島の中部にあって山岳の多い場所である。彼女の人生については、信頼できる情報が今に残っていない。彼女の作品の様式から、おおよその年代、あるいは時代が推定できるだけである。彼女の作品を検討することで、研究者たちは、紀元前300年代初頭の期間に詩人が作品を書いていたことを突き止め、ここからアニュテーが生まれたのは紀元前340年から320年のあいだ頃であろうと推定した。アニュテーの生涯については、一つの話だけが伝わっている。パウサニアースがその作品『ギリシア案内記』において述べる処では、アニュテーは、かつて眠っていたおり、神であるアスクレーピオスの訪問を受け、神は彼女に、ナウパクトスに行き、その地で、ある盲目の男を訪ねるよう語った。彼女はアスクレーピオスが彼女に授けた、封印されたタブレットを携えて男を訪ね、そして封印を解いてタブレットを読むよう盲目の男に話した。言われた通りにしたところ、彼は自分の眼が癒やされていることに気づいた。男は礼としてアスクレーピオスの神殿を建立し、アニュテーに2000スタテールの金貨を贈った。この話は、アニュテーが裕福だったであろうことを意味している。アニュテーの生涯について知られていることはあまりにも少ないとはいえ、他の古代ギリシアの女性の誰よりも（ただし、サッポーを除いて）、多くの詩が残っている。

## 作品
アニュテーはそのエピグラム詩で有名であったが、このジャンルに田園風主題を導入したのは彼女であった。きわめて例外的なことであるが、彼女が書いたエピタフ（碑銘詩）は、墓石や墓標に実際に刻まれたものではなく、広く読まれるために公開されたものだった。彼女はまた、動物のために碑銘詩を書いた最初の一人であり、以降、この種の詩作は、紀元前300年代において重要な主題となった。アニュテーの作に帰せられる24篇のエピグラム詩が今日残っている。これらのなか一篇は、イウーリオス・ポリュデウケース（ユリオス・ポリュデウケス）が書き残したもので、残りは『ギリシア詞華集』または『プラヌデス詞華集』のいずれかに含まれている。これらの23篇のなか、キャスリン・グッツウィラー（Kathryn Gutzwiller）は、20篇がアニュテー自身による真作であったと考えている。
おそらくアニュテーは自作のエピグラム詩を元に詩集本を編集していたであろう。アニュテーの詩作品は、しばしば女性や子供たちの関心を引いたであろうし、グッツウィラーの論じる処では、それは、男性や都市住民の視点において匿名作家たちが造った伝統的なエピグラム詩に対抗して、対極を意図して作詩されたと考えられる。ゴードン・L・フェインは更に、アニュテーはまた、彫像や絵画、またこれに類する芸術作品に関係する、「エクプラシス詩」を最初に書いた詩人の一人であると述べている。こうして、アニュテーが作り現存する5篇のエピタフ（碑銘詩）のなか、1篇だけがこのジャンルの伝統であったように、若い男性の死を述べているが、残りの4篇はすべて、早世した女性たちを哀悼する目的で書かれている。彼女はまた、戦いを祝賀する詩作品を書いたことでも知られている。

## 受容
アニュテーは、心に強く訴えるそのエピグラムのスタイルによって、古代世界において広範囲に称讃された。上述したように、彼女はホメーロス自身に比肩するほど偉大だと見なされ、古代ギリシアにおける9人の女流詩人の一人に数えられ、サッポーに次ぐ位置をしめた。現代においては、アニュテーは、ジュディ・シカゴの『世界遺産フロア』（Heritage Floor）に含まれる999人の女性の一人として認められている。彼女に因んで名付けられたクレータが火星にあり、それはアナイト（Anyte）と呼ばれる。